# Senyoria de Douglas

Escut

La senyoria i després comtat de Douglas — earldom of Douglas (anglès) — fou una jurisdicció feudal escocesa que va sorgir a l'inici del segle XIII que va esdevenir comtat el 1358 i va subsistir fins al 1455.
Senyors de Douglas
- Guillem Douglas vers 1200
- Brice (fill) vers 1203
- Arquibald (oncle) vers 1225
- Guillem II)(fill) vers 1250
- Hug I (fill) vers 1287
- Guillem III l'Agosarat (germà) vers 1300
- Jaume el Bo o el Negre (fill), mort vers 1330
- Guillem IV (fill), mort el 1353

Comtes de Douglas
- Guillem I (V) (cosí, fill d'Arquibald germà de Jaume el Bo), senyor 1353-1358 primer comte 1358-1384
- Jaume I (fill), segon comte 1384-1388
- Arquibald I (bastard de Jaume el Bo), tercer comte 1388-1400
- Arquibald II (fill), quart comte 1400-1424
- Arquibald III (fill), cinquè comte, 1424-1439
- Guillem II (fill), sisè comte 1439-1440
- Jaume II (fill de Jaume germà d'Arquibald III), setè comte 1440-1443
- Guillem III (fill), vuitè comte 1443-1452
- Jaume III (germà), novè comte 1452-1455 (mort el 1488)